# 그르나쉬

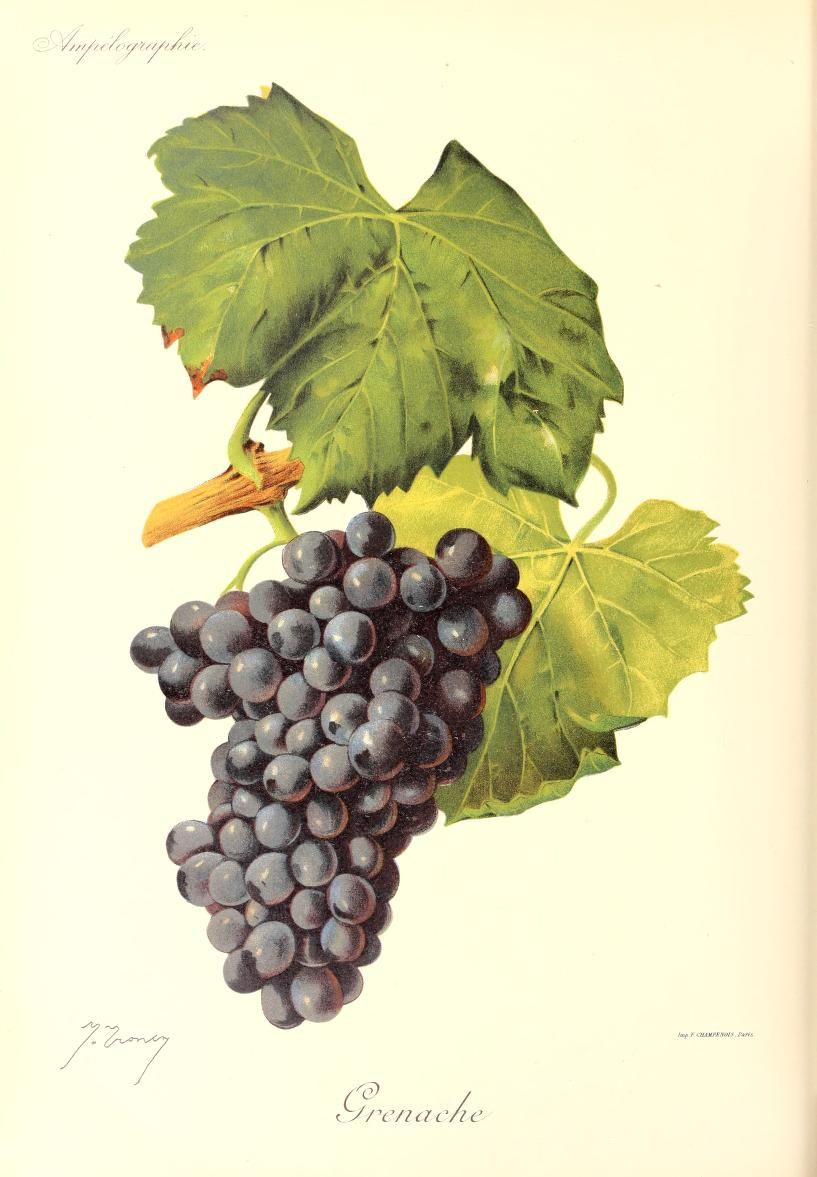

그르나쉬(Grenache / ɡrəˈnæʃ /  또는 Garnacha (IPA : [ɡaɾˈnatʃa])는 세계에서 가장 널리 재배되는 적포도주 품종 중 하나이다. 늦게 익기 때문에 포도가 유래했을 가능성이 가장 높은 스페인에서 재배되는 것과 같은 덥고 건조한 조건이 필요하다. 또한 프랑스 남부 론(프랑스어 Rhône) 지방, 호주, 캘리포니아의 몬터레이(Monterey AVA) 및 샌 호아킨 밸리(San Joaquin Valley) 그리고 이탈리아의 사르데냐 섬에서 재배된다. 라즈베리 향이 나는것으로 알려져있다.

## 같이 보기
- 시라 (포도)